# Francis Cornu
Lazare Louis François Cornu dit Francis Cornu ou Francis, né au château de Montgazon à Saint-Franchy (Nièvre) le 30 janvier 1798 (11 pluviôse an VI) et mort dans l'ancien 5e arrondissement de Paris le 7 mars 1848,, est un auteur dramatique français.

## Biographie
Fils de fermier, il fait des études brillantes à Paris puis, perdant jeune son père, doit à 17 ans, travailler pour vivre. Il entre alors comme employé à la préfecture de la Nièvre. En 1815, suspecté de soutenir les Bourbons, il est destitué de ses fonctions. Il entre alors dans une maison de commerce puis dans une banque où il devient premier commis.
Ayant déjà composé des vers en latin, il se lance en 1816 à Lyon dans le vaudeville. En 1819, il part à Paris et retravaille comme premier commis dans une banque (1819-1825). Ses premières pièces n’obtiennent aucun succès. Le forçat libéré en 1829, jouée à l'Ambigu-Comique est même sifflé. Enfin, c'est par Isaure, qui le fait connaître, qu'il obtient son premier succès. Ses pièces, dont de nombreuses en collaboration avec Anicet Bourgeois, seront alors régulièrement jouées sur les grandes scènes parisiennes du XIXe siècle : Théâtre du Gymnase dramatique, Théâtre de l'Ambigu-Comique, Théâtre des Variétés etc.
En 1841, il devient directeur du théâtre d'Anvers.

## Œuvres
- La Suite de Je fais mes farces, vaudeville, 1816
- L'Enfant de Paris ou le Débit de consolations, lithographies en action, avec Armand d'Artois et Gabriel de Lurieu, 1823
- Partie et Revanche, comédie-vaudeville en 1 acte, avec Nicolas Brazier et Eugène Scribe, 1823
- Les Acteurs à l’auberge, comédie en 1 acte, avec Maurice Alhoy et Armand-François Jouslin de La Salle, 1825
- Isaure, drame en 3 actes, mêlé de chants, avec Benjamin Antier et Théodore Nézel, 1829
- Le Forçat libéré, mélodrame en trois actes, avec Armand Séville, 1829
- Napoléon, pièce historique en trois parties, mêlée de chants, avec Anicet Bourgeois, 1830
- Une nuit au Palais-Royal, ou la Garde nationale en 1830, tableau-vaudeville, avec A. Bourgeois, 1830
- La Belle-fille, comédie-vaudeville en 1 acte, avec A. Bourgeois, 1831
- Le Boa, ou le Bossu à la mode, comédie-vaudeville en 1 acte, avec Achille d'Artois, 1831
- Les Chouans, ou Coblentz et Quiberon, drame en 3 actes, avec A. Bourgeois, 1831
- Le Grenadier de l'île d'Elbe, pièce en 3 actes, mêlée de chants, avec A.Bourgeois, 1831
- Jeannette, mélodrame en 3 actes et 6 époques, avec A.Bourgeois, 1831
- Le Nouveau Sargines, ou l'École des malins, vaudeville en 1 acte, 1831
- Le Savetier de Toulouse, drame en quatre actes, 1832
- Les Deux Diligences, comédie-vaudeville en 1 acte, avec A. Bourgeois, 1832
- Franklin à Passy ou le Bonhomme Richard, vaudeville anecdotique en 1 acte, avec Frédéric de Courcy, 1832
- Sophie, ou le Mauvais Ménage, drame en 3 actes, avec Merville, 1832
- Tom-Rick, ou le Babouin, pièce en 3 actes, avec Armand d'Artois, 1832
- La Chanoinesse, vaudeville en un acte, avec Eugène Scribe, 1833
- Le Festin de Balthazar, drame sacré en 5 actes, mêlé de chœurs, avec Gustave Robillard, 1833
- Indiana, drame en 5 parties, avec Léon Halévy, 1833
- Valentine ou le Château de la Ferme, mélodrame en cinq actes, avec René-Charles Guilbert de Pixérécourt, 1834
- Les Mineurs, mélodrame en trois actes, avec A. Bourgeois, 1835
- Héloïse et Abeilard, drame en cinq actes, avec Anicet Bourgeois, 1836
- Nabuchodonosor, drame en quatre actes, avec A. Bourgeois et Pierre Elzéar, 1836
- Le Spectre et l'Orpheline, drame en quatre actes, avec A. Bourgeois, 1836
- Jérusalem délivrée, pièce en 4 actes et en 10 tableaux, 1836
- Austerlitz, événement historique en trois époques et huit tableaux, 1837
- Pauvre mère !, drame en cinq actes, avec Hippolyte Auger, 1837
- L’Élève de Saint-Cyr, drame en cinq actes, avec Hyacinthe de Flers, 1838
- Le Château de Saint-Germain, drame en cinq actes, avec Léon Halévy, 1840
- Les Chevilles de maître Adam, menuisier de Nevers, ou les Poètes artisans, comédie en 1 acte, mêlée de couplets, 1841
- Marie ou l'Inondation, drame en cinq actes et six tableaux, avec Anicet Bourgeois, 1846